# Agios Vasilios (Korinthia)
Agios Vasilios (griechisch Άγιος Βασίλειος = Heiliger Basilius) ist ein Ort und eine Ortsgemeinschaft im Gemeindebezirk Tenea in der Gemeinde Korinth. Der Ort liegt etwa 20 km südwestlich der Stadt Korinth. Agios Vasilios hat zusammen mit dem Ortsteil Chania Agiou Vasiliou (Χάνια Αγίου Βασιλείου = Gasthaus von Agios Vasilios) 1264 Einwohner.

## Beschreibung
Agios Vasilios liegt an der Ethniki Odos 7 auf halbem Weg zwischen Korinth und Argos. Auf einem Bergvorsprung oberhalb des Ortes befinden sich die Ruinen der mittelalterlichen Burg Kastro Agiou Vasiliou. Etwa 1,6 km westlich des Dorfes gibt es die Felsenkirche Zoodochos Pigi mit nachbyzantinischen Fresken des Hagiographen Dimitrios Kakavas etwa aus dem Jahre 1610. Im Ortsteil Chania Agiou Vasiliou gibt es einen Bahnhof der Peloponnesbahn – der Betrieb wurde jedoch 2007 einstellt.
Agios Vasilios ist berühmt für seinen Honig. Außerdem werden hier Oliven, Aprikosen, Weizen, Wein, Tabak und Gemüse angebaut.

## Geschichte

### Vorgeschichte
Die Gegend um Agios Vasilios war schon in vorgeschichtlicher Zeit besiedelt wie die Ausgrabungen auf den Hügeln Zygouries und Ambelakia westlich des Ortes zeigen. Ein weiteres Indiz für die frühe Besiedelung sind Obsidian-Funde südlich von Agios Sostis in der Höhle des Andonis bei Boubakia, auf dem Chouni-Pass und bei den Höhlen auf dem Berg Dafnias. Zur Mykenischen Zeit gab es auf dem Dafnias, südlich von Agios Vasilios eine Befestigung, die den Chouni-Pass und somit die Straße von Zygouries über das Arachneo-Gebirge nach Mykene sicherte.

### Römische Zeit
Wie die römischen Gräber auf dem Ambelakia beweisen gab es auch zu dieser Zeit eine Siedlung in der Nähe. Sie konnte bisher jedoch noch nicht lokalisiert werden. Im zweiten Viertel des 2. Jahrhunderts ließ Kaiser Hadrian das Aquädukt von Korinth. Es leitete Wasser von Stymfalia nach Korinth und durchquerte auch das heutige Agios Vasilios. Reste sind heute noch westlich des Ortes beim Einstieg in den Chouni-Pass und im Ort auf den Grundstücken von Kafandaris und Vardakas zu sehen.

### Mittelalter
Zur byzantinischen Zeit gab es auf dem Hügel Zygouries eine Siedlung. Ob es sich hierbei um die Vorgängersiedlung von Agios Vasilios handelt, ist unbekannt. Zwischen 1204 und 1250 wurde auf dem Dafnias die Burg Kastro Agiou Vasiliou errichtet. Sie wurde 1365 erstmals urkundlich erwähnt. 1377 soll Agios Vasilios mit 85 Häusern der zweitgrößte Ort nach Korinth im Fürstentum Achaia gewesen sein. 1463 fiel die Burg und der Ort an die Republik Venedig. 1467, 1469 und 1471 wurde die Burg und sicher auch der Ort gebrandschatzt.

### Neuzeit
Im Jahre 1700 wohnten 27 Familien mit 97 Bürgern in Agios Vasilios. 1836 während der Regierung von König Otto wurde Agios Vasilios zur Gemeinde erklärt. 1845 wurden die Gemeinden Agios Vasilios und Archees Kleones vereinigt. 1912 wurde das Dorf zur Kinotita mit nur einer Kommune herabgestuft. 1972 wurde der Ortsteil Agios Dimitrios, das heutige Chania Agiou Vasiliou, gegründet. 1997 wurde Agios Vasilios zum Gemeindebezirk und 2011 zur Ortsgemeinschaft herabgestuft.

### Entwicklung der Einwohnerzahl
| Jahr | Einwohner |
| ---- | --------- |
| 1700 | 97        |
| 1885 | 700       |
| 1981 | 1.352     |
| 1991 | 1.320     |
| 2001 | 1.418     |
| 2011 | 1.264     |